# Río Surutú
El río Surutú es un corto y pequeño río amazónico boliviano, parte del curso alto del río Yapacaní, que a su vez forma parte del curso bajo del río Grande. El río discurre por el departamento de Santa Cruz al este del país. El río es considerado un atractivo turístico por su cercanía al Parque Nacional Amboró y a la localidad de Buena Vista, considerada una de las entradas más importantes hacia la reserva natural.
El río es torrentoso y caudaloso en época de lluvia. Su ancho varía de 180 hasta 600 metros, sin embargo tiene una escasa profundidad del cauce.

## Geografía
El río Surutú nace de las confluencias de las quebradas Blanca y Surutú (17°24′35″S 63°50′33″O / -17.40972, -63.84250) que desembocan desde el Parque Nacional Amboró. Desde este punto el río discurre en dirección noroeste hasta confluir con el río Alturas del Yapacaní para formar el río Yapacaní (17°24′35″S 63°50′33″O / -17.40972, -63.84250). El río tiene una longitud de 89 km.